# Готфрид Динст
Готфрид Динст (Базел, 9. септембар 1919 — Берн, 1. јун 1998) је био швајцарски фудбалски судија.
Фудбал је играо у аматерској екипи Клајнхонинган, а фудбалски судија је био пуне две деценије. 1948 — 1968. Са знаком Светске фудбалске федерације (ФИФА) судио је 13 сезона од 1955—1968..
У веома успешној каријери судио је на 28 међународних утакмица, 42 меча за европске купове, 252 првенствене утакмице. Судио је на два Светска првенства: 1962. у Чилеу и 1966. у Лондону, где је судио финалну утакмицу. Судио је прву утакмицу финала Италија — Југославија (1:1) Европског првенства 1968. у Италији. У Италији је 1961. судио финале Лиге шампиона између Бенфике и Барселоне, а 1965. финале Купа сајамских градова у којем су у Торину играли Јувентус и Ференцварош.
Најпознатији је као судија финала Светског првенства 1966. између репрезентација Енглеске и Западне Немачке у коме је досудио одлучујући контроверзни гол за домаћу екипу Енглеске.
Након регуларног тока утакмице резултат је био 2:2. У 10. минути продужетака Џеф Харст је освојио лопту дубоко у немачкој половини терена пред голом Ханса Тилковског и шутирао на гол. Лопта је одбијена од пречке одскочила на гол-линији, а одатле у поље. Линијски судија Тофик Бахрамов из бивше Совјетска Социјалистичке Републике Азербејџана је показао на гол (не центар). Главни судија му је пришао и после „договора“ (говорили су различитим језицима) са њим признао гол за 3:2 у корист Енглеске. До данас је остала неразјашњена, валидност ове одлуке, али је одлука арбитра призната и Енглеска је постала првак света. Осим тога, он досуђује и четврти гол за Енглеску у последњој секунди продужетка, када су гледаоци ушли у поље, да прославе освајање првенства, а требало је да сходно правилима прекине игру. Немци су приговарали и због избора судија за меч јер је помоћни судија био из тадашњег СССРа иако је совјетска екипа елиминисана у полуфиналу од Немачке.
Две године касније, био је судија финала Европског првенства између Италија — Југославија, 8. јуна 1968. одиграног у Риму. Међутим, његово суђење је поново било мета критика. Неутрални посматрачи сматрају да је показао јасну пристрасност у корист домаћина, тако да гостујући тим из Југославије није могао постићи више од 1:1. Нова утакмица је одиграна два дана касније и завршила победом Италије са 2:0. Судио је Шпанац Хосе Марија Ортиз.